# Morris Graves
Morris Graves, född 28 augusti 1910 i Fox Valley i Grant County i Oregon, död 5 maj 2001 i Loleta i Humboldt County i Kalifornien, var en amerikansk målare. Han blev tidigt känd som dadaist för att senare uppfattas som en mystiker vars verk tog intryck av den österländska andligheten. Graves brukar för det mesta klassificeras som abstrakt expressionist.